# Ronchi dei Legionari
Ronchi dei Legionari (Sloveens: Ronke, Friulaans: Roncjis di Monfalcon) is een gemeente in de Italiaanse provincie Gorizia (regio Friuli-Venezia Giulia) en telt 11.469 inwoners (31-12-2004). De oppervlakte bedraagt 17,0 km², de bevolkingsdichtheid is 695 inwoners per km².
De volgende frazioni maken deel uit van de gemeente: Cave di Selz (Sl.: Selce pri Tržiču, Fr.: Sels), Soleschiano (Sl.: Soleščan), Vermegliano (Sl.: Romjan), Monte dei Busi.
Binnen de gemeente ligt het Aeroporto di Trieste-Ronchi dei Legionari, de luchthaven van Triëst.

## Demografie
Ronchi dei Legionari telt ongeveer 4989 huishoudens. Het aantal inwoners steeg in de periode 1991-2001 met 12,3% volgens cijfers uit de tienjaarlijkse volkstellingen van ISTAT.
| Jaar | Inwoneraantal |
| ---- | ------------- |
| 1991 | 9900          |
| 2001 | 11.121        |

## Geografie
De gemeente ligt op ongeveer 11 m boven zeeniveau.
Ronchi dei Legionari grenst aan de volgende gemeenten: Doberdò del Lago (Sl.: Doberdob), Fogliano Redipuglia (Sl.: Sredipolje), Monfalcone (Sl.: Tržič), San Canzian d'Isonzo (Sl.: Škocjan), San Pier d'Isonzo (Sl.: Špeter), Staranzano (Sl.: Štarancan, Fr.: Staranzan).